# Ballasalla
Ballasalla (Manx: Balley Salley) är en mindre stad nära Castletown på Isle of Man. Den är till största delen byggt av sten från Rushen Abby som ligger en liten bit därifrån. Ballasalla ligger i närheten av Isle of Mans flygplats och den har också en station där Isle of Mans Steam Railway stannar till.
Varje sommar hålls här en keltisk festival med musik och dans. Det manxiska namnet Balley Salley betyder platsen med pilträd.